# Хайнрих IX Ройс-Кьостриц (1827 – 1898)
Хайнрих IX Ройс-Кьостриц на немски: Heinrich IX Prinz Reuss zu Köstritz j. L.; * 3 март 1827 в дворец Нойхоф при Ковари/Шмидеберг в Полша; † 1 август 1898 в дворец Нойхоф/„Нови Двор“) от род Дом Ройс е принц от младата линия на Ройс-Кьостриц, служител в управлението и офицер.
Той е син на граф/принц Хайнрих LXXIV Ройс-Кьостриц (1798 – 1886) и първата му съпруга графиня Клементина фон Райхенбах (1805 – 1849), дъщеря на граф Леополд фон Райхенбах-Гошуц (1773 – 1834) и Ернестина фон Кцетриц-Нойхауз (1776 – 1816). Баща му Хайнрих LXXIV Ройс-Кьостриц се жени втори път на 13 септември 1855 г. в Илзенбург за поетесата на песни графиня Елеонора фон Щолберг-Вернигероде (1835 – 1903) и той е полубрат на принц Хайнрих XXV Ройс-Кьостриц (1856 – 1911) и Хайнрих XXXI Ройс-Кьостриц (1868 – 1929), „принц фон Хоенлойбен“.
Хайнрих IX Ройс-Кьостриц следва в Бон и става господар на Янкендорф и Нойхоф. От 1874 до 1894 г. той е съветник на окръг Хиршберг в Ризенгебирге. Ройс-Кьостриц участва в Шлезвиг-Холщайнската война (1848 – 1851), Германо-датската война, Немската война и Немско-френската война и е генерал-майор „à ла Суите“.
От 1879 до 1882 г. той е народен представител на избирателния окръг Лигниц 7 (Хиршберг, Шьонау) в Пруското народно събрание. Той е в консервативната партия и член на провинциалното народно събрание на провинция Силезия. Член е на евангелския генерален синод на Силезия.

## Фамилия
Хайнрих IX Ройс-Кьостриц се жени на 12 май 1852 г. в Цюлцендорф за фрайин Анна Мария Вилхелмина Хелена фон Цедлиц-Лайпе (* 15 август 1829, Цюлцендорф; † 1 март 1907, Ниски), дъщеря на фрайхер Август фон Цедлиц-Лайпе и графиня Жени фон Рьодерн. Те имат седем деца:
- Хайнрих XXI Ройс-Кьостриц (* 4 юли 1854, Ноухоф; † 18 март 1858, Нойхоф)
- Хайнрих XXII Ройс-Кьостриц (* 5 юли 1854, Неухоф; † 18 март 1858, Нойхоф)
- Хайнрих XXIII Ройс-Кьостриц (* 17 ноември 1855, Нойхоф; † 4 април 1886, Берлин)
- Хайнрих XXVI Ройс-Кьостриц (* 15 декември 1857, Нойхоф; † 10 юни 1913, Йена), женен на 19 ноември 1885 г. в Улерсдорф за графиня Виктория ле Камус фон Фюрстенщайн (* 11 септември 1863; † 10 юли 1949); имат пет деца
- Мария Клементине Жени Ройс-Кьостриц (* 7 февруари 1860, Нойхофф; † 28 декември 1914, Дрезден), омъжена на 19 май 1883 г. в Нойхоф за граф Хайнрих Хартман Фридрих фон Вицлебен (* 13 април 1854; † 22 декември 1933)
- Хайнрих XXIX Ройс-Кьостриц (* 20 май 1862, Нойхоф; † 30 септември 1892, Радаутц до Кцерновитц)
- Хайнрих XXX Ройс-Кьостриц (* 25 ноември 1864, Нойхоф; † 23 март 1939, Нойхоф), принц, кралски пруски майор, последният собственик на дворец, женен на 24 септември 1898 г. в Бреслау/Вроцлав за принцеса Феодора фон Саксония-Майнинген (* 12 май 1879, Потсдам; † 26 август 1945, дворец Нойхоф), дъщеря на херцог Бернхард III фон Саксония-Майнинген (1851 – 1928) и принцеса Шарлота Пруска (1860 – 1919), дъщеря на германския кайзер и пруски крал Фридрих III (1770 – 1840) и Виктория, принцеса на Великобритания и Ирландия (1840 – 1901); нямат деца